# 吳學義
吴学义（1902年—1966年）江西省南城县人，中华民国法学家。曾任远东国际军事法庭检察官顾问。

## 生平
1902年，吴学义生于今南城县万坊镇南坑村委会吴家组的一个普通农家。吴学义有一位名叫吴学龄的胞兄。吴学义中学毕业后，赴日本留学。1931年《江西省留日庚款补助学生姓名学历一览表》花名册中，记载吴学义“就读日本京都帝国大学法学部三年级，修习科目法学，预定补费截止时期至民国二十年三月。”
吴学义毕业并获得法学硕士后，回到中国，历任南京国立中央大学、武汉国立武汉大学法学教授，成为知名的法学家，撰写并发表了多部民法学著作以及高校法学教材。吴学义精通英美法，与梅汝璈两人曾任行政院院长宋子文、外交部部长王世杰的助手，参与签订了多部国际条约，多次参与外交谈判。 1945年2月3日，吴学义被任命为国民政府立法院第四届立法委员。
吴学义与家人自1930年代初便再未回到过家乡南城县。吴学义的胞兄吴学龄全家仍在家乡务农。1943年春，吴学龄的女儿吴士敏已16岁，日军侵入南城县南坑村，为避战乱，吴学龄举家离开家乡，后来流亡到福建省长汀县暂居。中华人民共和国成立前，吴学龄逝世。吴士敏及亲属直到中华人民共和国成立后才返回抚州定居。
1945年8月15日日本投降。同年12月，中国、美国、英国等11国组成的远东国际军事法庭对日本发动侵略战争的战犯进行审判。中国的国民政府接到驻日盟军统帅总部通知后，指示国民政府外交部及司法部选派外交及司法人员赴东京。两部的官员当即开始选人组成参审班子，国立武汉大学法律系教授吴学义被选派出任检察官顾问。
1946年5月，吴学义随代表团自上海乘坐专机赴日本东京。据说，5月3日，即正式开庭的前一日，各国法官、检察官、顾问、律师及相关人员召开预备会议。 11个对日参战国的法官坐在审判席上，中国法官梅汝璈坐在审判席中间，审判席后面插有各个参战国国旗，美国国旗插在第一位，中国国旗插在第二位。顾问吴学义随即向梅汝璈法官作手势，表示中国国旗应当插在第一位，梅汝璈即向庭长韦伯提出。梅汝璈还与美国法官进行了激烈争论。最终中国国旗改插在第一位，美国国旗移至第二位。中国新闻媒体随即进行了报道，有的报纸还刊出“号外”。
吴学义为东京审判进行了大量工作。中国检察官向盟军总部申请查阅日本政府机密档案，获得许可。此后，吴学义与同行刘子健几乎每日都赴被查封的日本行政当局档案库，搜索日本战犯的罪行证据，找了一个星期。从1946年5月开庭到1948年11月宣判，东京审判历时两年零七个月。东京审判期间，吴学义还与盟军总部及日本当局交涉，赴日本宫内省追查文物，将许多被日本劫走的中国文物追回。
1948年12月，吴学义自日本返回中国后，在南京的国立中央大学任法学教授。中国人民解放军攻占南京前夕，吴学义放弃赴台湾，选择留在南京。
中华人民共和国成立后，吴学义曾在中国药科大学任图书管理员。文化大革命爆发后受到冲击。1966年，吴学义在南京逝世。

## 家庭
- 子：吴中匡，南京市第二附属医院儿科专家，后退休[1]
- 女：姓名不详，南京某高校法学教授[1]
- 侄女：吴士敏（1927年－2008年），与丈夫李师固均在中华人民共和国成立后学医，吴士敏生前是抚州市第一人民医院医生，其子女也均从医，其子李天行在抚州市区穆堂路充当个体医生。[1]